# 23. Kongress der Vereinigten Staaten
Der 23. Kongress der Vereinigten Staaten, bestehend aus dem Repräsentantenhaus und dem Senat, war die Legislative der Vereinigten Staaten. Seine Legislaturperiode dauerte vom 4. März 1833 bis zum 4. März 1835. Alle Abgeordneten des Repräsentantenhauses sowie ein Drittel der Senatoren (Klasse I) waren im Jahr 1832 bei den Kongresswahlen gewählt worden. Dabei ergaben sich in den beiden Kammern unterschiedliche Mehrheiten. Im Senat hatte die National Republican Party, deren Anhänger manchmal auch als Anti-Jacksonians bezeichnet werden, die Mehrheit. Im Repräsentantenhaus hatte die Demokratische Partei, deren Anhänger damals auch Jacksonians genannt wurden, die meisten Abgeordneten. Der Kongress tagte in der amerikanischen Bundeshauptstadt Washington, D.C. Die Vereinigten Staaten bestanden damals aus 24 Bundesstaaten. Präsident war Andrew Jackson. Die Sitzverteilung im Repräsentantenhaus basierte auf der Volkszählung von 1830.

## Wichtige Ereignisse
Siehe auch 1833, 1834 und 1835.
- 4. März 1833: Beginn der Legislaturperiode des 23. Kongresses. Gleichzeitig wird Präsident Jackson in seine zweite Amtszeit eingeführt. Martin Van Buren wird Vizepräsident.
- Während der Legislaturperiode geht zunächst die Nullifikationskrise mit dem Staat South Carolina weiter. Nach dem Kompromiss in dieser Frage im März 1833 lassen die Spannungen allmählich nach. Ansonsten gehen auch die Indianerkriege weiter.
- 6. Juni 1833: Präsident Jackson fährt als erster US-Präsident mit der Eisenbahn.
- 12. August 1833: Gründung der Stadt Chicago.
- 28. März 1834: Der US-Senat rügt Präsident Jackson wegen dessen Politik zur Zerschlagung der Second Bank of the United States.
- 14. April 1834: Offizielle Gründung der Whig Party. Einer der Mitgründer ist Senator Henry Clay.
- 30. Januar 1835: Richard Lawrence unternimmt ein Attentat auf Präsident Jackson und scheitert. Es ist das erste Attentat auf einen amerikanischen Präsidenten.

## Zusammensetzung nach Parteien

### Senat
- Demokratische Partei (Jacksonians): 20
- National-Republican Party (Anti-Jacksonians): 26
- Nullifier: 2
- Vakant: 0

Gesamt: 48 Stand am Ende der Legislaturperiode

### Repräsentantenhaus
- Demokratische Partei (Jacksonians): 143
- National-Republican Party (Anti-Jacksonians): 63
- Anti-Masonic Party: 25
- Nullifier: 9
- Vakant: 0

Gesamt: 240 Stand am Ende der Legislaturperiode.
Außerdem gab es noch drei nicht stimmberechtigte Kongressdelegierte.

## Amtsträger

### Senat
- Präsident des Senats: Martin Van Buren (D)
- Präsident pro tempore: Hugh Lawson White (NR) bis zum 15. Dezember 1833, dann George Poindexter (NR) zwischen dem 28. Juni 1834 bis zum 30. November 1834 und schließlich John Tyler für einen Tag am 3. März 1835.

### Repräsentantenhaus
- Sprecher des Repräsentantenhauses: Andrew Stevenson (D)

## Senatsmitglieder
Im 23. Kongress vertraten folgende Senatoren ihre jeweiligen Bundesstaaten:
| Alabama - 2. William R. King (J) - 3. Gabriel Moore (J) Connecticut - 1. Nathan Smith (AJ) - 3. Gideon Tomlinson (AJ) Delaware - 1. Arnold Naudain (AJ) - 2. John Middleton Clayton (AJ) Georgia - 2. George Troup (J) bis 8. November 1833 - John Pendleton King (J) ab dem 21. November 1833 - 3. John Forsyth (J) bis zum 27. Juli 1834 - Alfred Cuthbert ab dem 12. Januar 1835 Illinois - 2. John McCracken Robinson (J) - 3. Elias Kane (J) Indiana - 1. John Tipton (J) - 3. William Hendricks (AJ) Kentucky - 2. George M. Bibb (J) - 3. Henry Clay (AJ) Louisiana - 2. George A. Waggaman (AJ) - 3. Josiah S. Johnston (AJ) bis zum 19. Mai 1833 - Alexander Porter (AJ) ab dem 19. Dezember 1833 Maine - 1. Ether Shepley (J) - 2. Peleg Sprague (AJ) bis zum 1. Januar 1835 - John Ruggles (J) ab dem 20. Januar 1835 Maryland - 1. Joseph Kent (AJ) - 3. Ezekiel F. Chambers (AJ) bis zum 20. Dezember 1834 - Robert Henry Goldsborough (AJ) ab dem 13. Januar 1835 Massachusetts - 1. Daniel Webster (AJ) - 2. Nathaniel Silsbee (AJ) Mississippi - 1. John Black (J) - 2. George Poindexter (AJ) | Missouri - 1. Thomas Hart Benton (J) - 3. Alexander Buckner (J) bis 5. Juni 1833 - Lewis F. Linn (J) ab dem 25. Oktober 1833 New Hampshire - 2. Samuel Bell (AJ) - 3. Isaac Hill (J) New Jersey - 1. Samuel L. Southard (AJ) - 2. Theodore Frelinghuysen (AJ) New York - 1. Nathaniel Pitcher Tallmadge (J) - 3. Silas Wright (J) North Carolina - 2. Bedford Brown (J) - 3. Willie Person Mangum (AJ) Ohio - 1. Thomas Morris (J) - 3. Thomas Ewing (AJ) Pennsylvania - 1. Samuel McKean (J) - 3. William Wilkins (J) bis 30. Juni 1834 - James Buchanan (J) ab dem 6. Dezember 1834 Rhode Island - 1. Asher Robbins (AJ) - 2. Nehemiah R. Knight (AJ) South Carolina - 2. John C. Calhoun (N= Nullifier) - 3. William C. Preston (N) ab dem 26. November 1833 Tennessee - 1. Felix Grundy (J) - 2. Hugh Lawson White (J) Vermont - 1. Benjamin Swift (AJ) - 3. Samuel Prentiss (AJ) Virginia - 1. John Tyler (AJ) - 2. William Cabell Rives (J) bis zum 22. Februar 1834 - Benjamin W. Leigh (AJ) ab dem 26. Februar 1834 |

## Mitglieder des Repräsentantenhauses
Folgende Kongressabgeordnete vertraten im 23. Kongress die Interessen ihrer jeweiligen Bundesstaaten:
| Alabama 5 Wahlbezirke - 1. Clement Comer Clay (J) - 2. John McKinley (J) - 3. Samuel Wright Mardis (J) - 4. Dixon Hall Lewis (N) = Nullifier Party - 5. John Murphy (J) Connecticut Alle Abgeordneten wurden staatsweit gewählt. - Noyes Barber (AJ) - William W. Ellsworth (AJ) bis zum 8. Juli 1834 - Joseph Trumbull (AJ) ab dem 1. Dezember 1834 - Jabez W. Huntington (AJ) bis zum 16. August 1834 - Phineas Miner (AJ) ab dem 1. Dezember 1834 - Samuel A. Foot (AJ) bis zum 9. Mai 1834 - Ebenezer Jackson (AJ) ab dem 1. Dezember 1834 - Samuel Tweedy (AJ) - Ebenezer Young (AJ) Delaware Staatsweite Wahl - John J. Milligan (AJ) Georgia Staatsweite Wahlen - Augustin Smith Clayton (J) - John E. Coffee (J) - Thomas Flournoy Foster (J) - Roger Lawson Gamble (J) - George Rockingham Gilmer (J) - Seaborn Jones (J) - William Schley (J) - James Moore Wayne (J) bis zum 13. Januar 1835. Danach blieb der Sitz vakant - Richard Henry Wilde (J) Illinois 3 Wahlbezirke - 1. Charles Slade (J) bis zum 26. Juli 1834 - John Reynolds ab dem 1. Dezember 1834 - 2. Zadok Casey (J) - 3. Joseph Duncan (J) bis zum 21. September 1834 - William L. May (J) ab dem 1. Dezember 1834 Indiana 7 Wahlbezirke - 1. Ratliff Boon (J) - 2. John Ewing (AJ) - 3. John Carr (J) - 4. Amos Lane (J) - 5. Johnathan McCarty (J) - 6. George L. Kinnard (J) - 7. Edward A. Hannegan (J) Kentucky 13 Wahlbezirke - 1. Chittenden Lyon (J) - 2. Albert Gallatin Hawes (J) - 3. Christopher Tompkins (AJ) - 4. Martin Beaty (AJ) - 5. Robert Letcher (AJ) - 6. Thomas Chilton (AJ) - 7. Benjamin Hardin (AJ) - 8. Patrick H. Pope (J) - 9. James Love (AJ) - 10. Chilton Allan (AJ) - 11. Amos Davis (AJ) - 12. Thomas Alexander Marshall (AJ) - 13. Richard Mentor Johnson (J) Louisiana 3 Wahlbezirke - 1. Edward White (AJ) bis 15. November 1834 - Henry Johnson (AJ) ab dem 1. Dezember 1834 - 2. Philemon Thomas (J) - 3. Henry Adams Bullard (AJ) bis zum 4. Januar 1834 - Rice Garland (AJ) ab dem 28. April 1834 Maine 8 Wahlbezirke - 1. Rufus McIntire (J) - 2. Francis Smith (J) - 3. Edward Kavanagh (J) - 4. George Evans (AJ) - 5. Moses Mason (J) - 6. Leonard Jarvis (J) - 7. Joseph Hall (J) - 8. Gorham Parks (J) Maryland 8 Wahlbezirke. - 1. Littleton Purnell Dennis (AJ) bis zum 14. April 1834 - John Nevett Steele (AJ) ab dem 9. Juni 1834 - 2. Richard Bennett Carmichael (J) - 3. James Turner (J) - 4. James P. Heath (J) - 5. Isaac McKim (J) - 6. William Cost Johnson (AJ) - 7. Francis Thomas (J) - 8. John Truman Stoddert (J) Massachusetts 12 Wahlbezirke - 1. Benjamin Gorham (AJ) - 2. Rufus Choate (AJ) bis zum 30. Juni 1834 - Stephen C. Phillips (AJ) ab dem 1. Dezember 1834 - 3. Gayton P. Osgood (J) - 4. Edward Everett (AJ) - 5. John Davis (AJ) bis zum 14. Januar 1834 - Levi Lincoln Jr. (AJ) ab dem 5. März 1834 - 6. George Grennell (AJ) - 7. George N. Briggs (AJ) - 8. Isaac C. Bates (AJ) - 9. William Jackson (AM) - 10. William Baylies (AJ) - 11. John Reed (AJ) - 12. John Quincy Adams (AM) Mississippi Staatsweite Wahlen - Franklin E. Plummer (J) - Harry Cage (J) Missouri Staatsweite Wahlen - William Henry Ashley (J) - John Bull (AJ) New Hampshire Alle Abgeordneten wurden staatsweit gewählt. - Benning M. Bean (J) - Robert Burns (J) - Joseph M. Harper (J) - Henry Hubbard (J) - Franklin Pierce (J) New Jersey Alle Abgeordneten wurden staatsweit gewählt - Philemon Dickerson (J) - Samuel Fowler (J) - Thomas Lee (J) - James Parker (J) - Ferdinand Schureman Schenck (J) - William Norton Shinn (J) New York 33 Wahlbezirke. Der 3. Wahlbezirk stellte vier Abgeordnete und der 8. 17. 22. und 23. jeweils zwei. - 1. Abel Huntington (J) - 2. Isaac B. Van Houten (J) - 3A. Churchill C. Cambreleng (J) - 3B. Cornelius Van Wyck Lawrence (J) bis zum 14. Mai 1834 - John J. Morgan (J) ab dem 1. Dezember 1834 - 3C. Dudley Selden (J) bis zum 1. Juli 1834 - Charles G. Ferris (J) ab dem 1. Dezember 1834 - 3D. Campbell P. White (J) - 4. Aaron Ward (J) - 5. Abraham Bockee (J) - 6. John Brown (J) - 7. Charles Bodle (J) - 8A. John Adams (J) - 8B. Aaron Van der Poel (J) - 9. Job Pierson (J) - 10. Gerrit Y. Lansing (J) - 11. John Cramer (J) - 12. Henry C. Martindale (AM) - 13. Reuben Whallon (J) - 14. Ransom H. Gillet (J) - 15. Charles McVean (J) - 16. Abijah Mann (J) - 17A. Samuel Beardsley (J) - 17B. Joel Turrill (J) - 18. Daniel Wardwell (J) - 19. Sherman Page (J) - 20. Noadiah Johnson (J) - 21. Henry Mitchell (J) - 22A. Nicoll Halsey (J) - 22B. Samuel G. Hathaway (J) - 23A. William K. Fuller (J) - 23B. William Taylor (J) - 24. Rowland Day (J) - 25. Samuel Clark (J) - 26. John Dickson (AM) - 27. Edward Howell (J) - 28. Frederick Whittlesey (AM) - 29. George W. Lay (AM) - 30. Philo C. Fuller (AM) - 31. Abner Hazeltine (AM) - 32. Millard Fillmore (AM) - 33. Gideon Hard (AM) | North Carolina 13 Wahlbezirke - 1. William Biddle Shepard (AJ) - 2. Jesse Atherton Bynum (J) - 3. Thomas H. Hall (J) - 4. Jesse Speight (J) - 5. James Iver McKay (J) - 6. Micajah Thomas Hawkins - 7. Edmund Deberry (AJ) - 8. Daniel Laurens Barringer (AJ) - 9. Augustine Henry Shepperd (AJ) - 10. Abraham Rencher (AJ) - 11. Henry William Connor (J) - 12. James Graham (AJ) - 13. Lewis Williams (AJ) Ohio 19 Wahlbezirke - 1. Robert Todd Lytle (J) mit einer Unterbrechung zwischen dem 11. März und dem 26. Dez. 1834 - 2. Taylor Webster (J) - 3. Joseph Halsey Crane (AJ) - 4. Thomas Corwin (AJ) - 5. Thomas L. Hamer (J) - 6. Samuel Finley Vinton (AJ) - 7. William Allen (J) - 8. Jeremiah McLene (J) - 9. John Chaney (J) - 10. Joseph Vance (AJ) - 11. James Martin Bell (AJ) - 12. Robert Mitchell (J) - 13. David Spangler (AJ) - 14. William Patterson (J) - 15. Jonathan Sloane (AM) - 16. Elisha Whittlesey (AM) - 17. John Thomson (J) - 18. Benjamin Jones (J) - 19. Humphrey H. Leavitt (J) bis zum 10. Juli 1834 - Daniel Kilgore ab dem 1. Dezember 1834 Pennsylvania 25 Wahlbezirke. Der 2. Wahlbezirk stellte Abgeordnete und der 4. drei. - 1. Joel Barlow Sutherland (J) - 2A. Horace Binney (AJ) - 2B. James Harper (AJ) - 3. John Goddard Watmough (AJ) - 4A. Edward Darlington (AM) - 4B. William Hiester (AM) - 4C. David Potts (AM) - 5. Joel Keith Mann (J) - 6. Robert Ramsey (J) - 7. David Douglas Wagener (J) - 8. Henry King (J) - 9. Henry A. P. Muhlenberg (J) - 10. William Clark (AM) - 11. Charles Augustus Barnitz (AM) - 12. George Chambers (AM) - 13. Jesse Miller (J) - 14. Joseph Henderson (J) - 15. Andrew Beaumont (J) - 16A. Joseph Biles Anthony (J) - 17. John Laporte (J) - 18. George Burd (AJ) - 19. Richard Coulter (J) - 20. Andrew Stewart (AM) - 21. Thomas McKennan (AM) - 22. Harmar Denny (AM) - 23. Samuel Smith Harrison (J) - 24. John Banks (AM) - 25. John Galbraith (J) Rhode Island Alle Abgeordneten wurden staatsweit gewählt. - Tristam Burges (AJ) - Dutee Jerauld Pearce (AM) South Carolina 9 Wahlbezirke - 1. Henry L. Pinckney (N) = Nullifier Party - 2. William J. Grayson (N) - 3. Thomas D. Singleton (N) bis zum 25. November 1833 - Robert B. Campbell (N) ab dem 27. Februar 1834 - 4. John Myers Felder (N) - 5. George McDuffie (N) bis 1834, genaues Datum unbekannt - Francis Wilkinson Pickens (N) ab dem 8. Dezember 1834 - 6. Warren R. Davis (N) bis 29. Januar 1835, danach blieb der Sitz vakant - 7. William K. Clowney (N) - 8. James Blair (J) bis zum 1. April 1834 - Richard Irvine Manning (J) ab dem 8. Dezember 1834 - 9. John K. Griffin (N) Tennessee 13 Wahlbezirke - 1. John Blair (J) - 2. Samuel Bunch (J) - 3. Luke Lea (J) - 4. James Israel Standifer (J) - 5. John B. Forester (J) - 6. Balie Peyton (J) - 7. John Bell (J) - 8. David W. Dickinson (J) - 9. James K. Polk (J) - 10. William Marshall Inge (J) - 11. Cave Johnson (J) - 12. Davy Crockett (AJ) - 13. William Claiborne Dunlap (J) Vermont 5 Wahlbezirke - 1. Hiland Hall (AJ) - 2. William Slade (AM) - 3. Horace Everett (AJ) - 4. Herman Allen (AJ) - 5. Benjamin F. Deming (AM) bis zum 11. Juli 1834 - Henry Fisk Janes (AM) ab dem 2. Dezember 1834 Virginia 21 Wahlbezirke - 1. George Loyall (J) - 2. John Y. Mason (J) - 3. William S. Archer (J) - 4. James Gholson (AJ) - 5. John Randolph (J) bis zum 24. Mai 1833 - Thomas Bouldin (J) vom 2. Dezember 1833 bis zum 11. Februar 1834 - James Bouldin (J) ab dem 28. März 1834 - 6. Thomas Davenport (AJ) - 7. Nathaniel Claiborne (J) - 8. Henry A. Wise (J) - 9. William P. Taylor (AJ) - 10. Joseph Chinn (J) - 11. Andrew Stevenson (J) bis zum 2. Juni 1834 - John Robertson (AJ) ab dem 8. Dezember 1834 - 12. William F. Gordon (J) - 13. John M. Patton (J) - 14. Charles F. Mercer (AJ) - 15. Edward Lucas (J) - 16. James M. H. Beale (J) - 17. Samuel M. Moore (AJ) - 18. John H. Fulton (J) - 19. William McComas (J) - 20. John James Allen (AJ) - 21. Edgar Campbell Wilson (AJ) |

Nicht stimmberechtigte Mitglieder im Repräsentantenhaus:
- Arkansas-Territorium: Ambrose Hundley Sevier (J)
- Florida-Territorium: Joseph M. White
- Michigan-Territorium: Lucius Lyon (J)